# باغ‌وحش فیلادلفیا

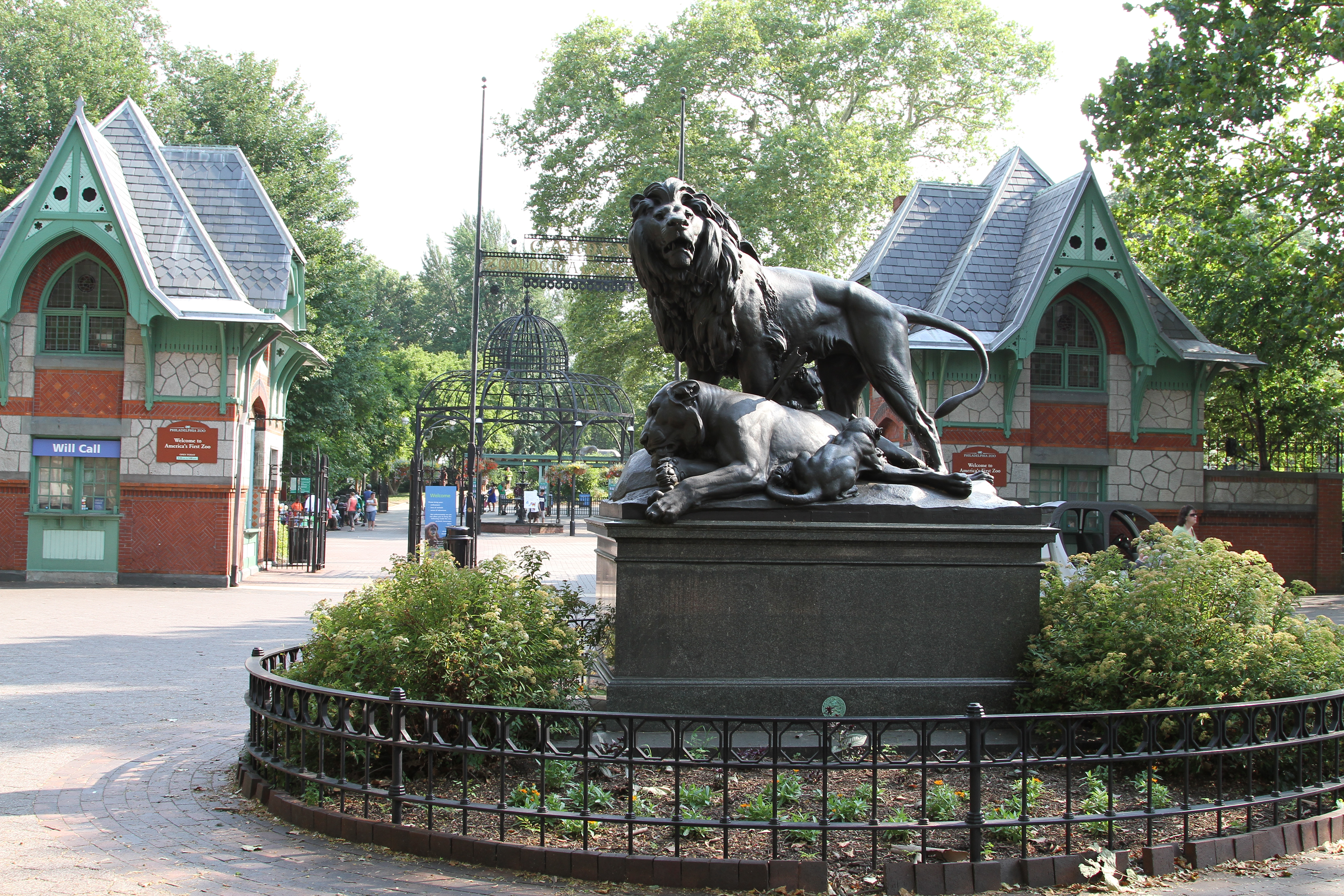

باغ‌وحش فیلادلفیا (به انگلیسی: Philadelphia Zoo) تأسیس ۱۸۵۹، نام یکی از باغ‌وحش‌های معروف ایالات متحده آمریکا است و در شهر فیلادلفیا ایالت پنسیلوانیا قرار دارد.
این باغ‌وحش حاوی ۱۵۰۰ جاندار، و در میان ۱۰ باغ وحش برتر آمریکا قرار دارد. باغ وحش فیلادلفیا همه روزه از ساعت 9:30 صبح تا 5:00 بعد از ظهر باز است.

## نگارخانه

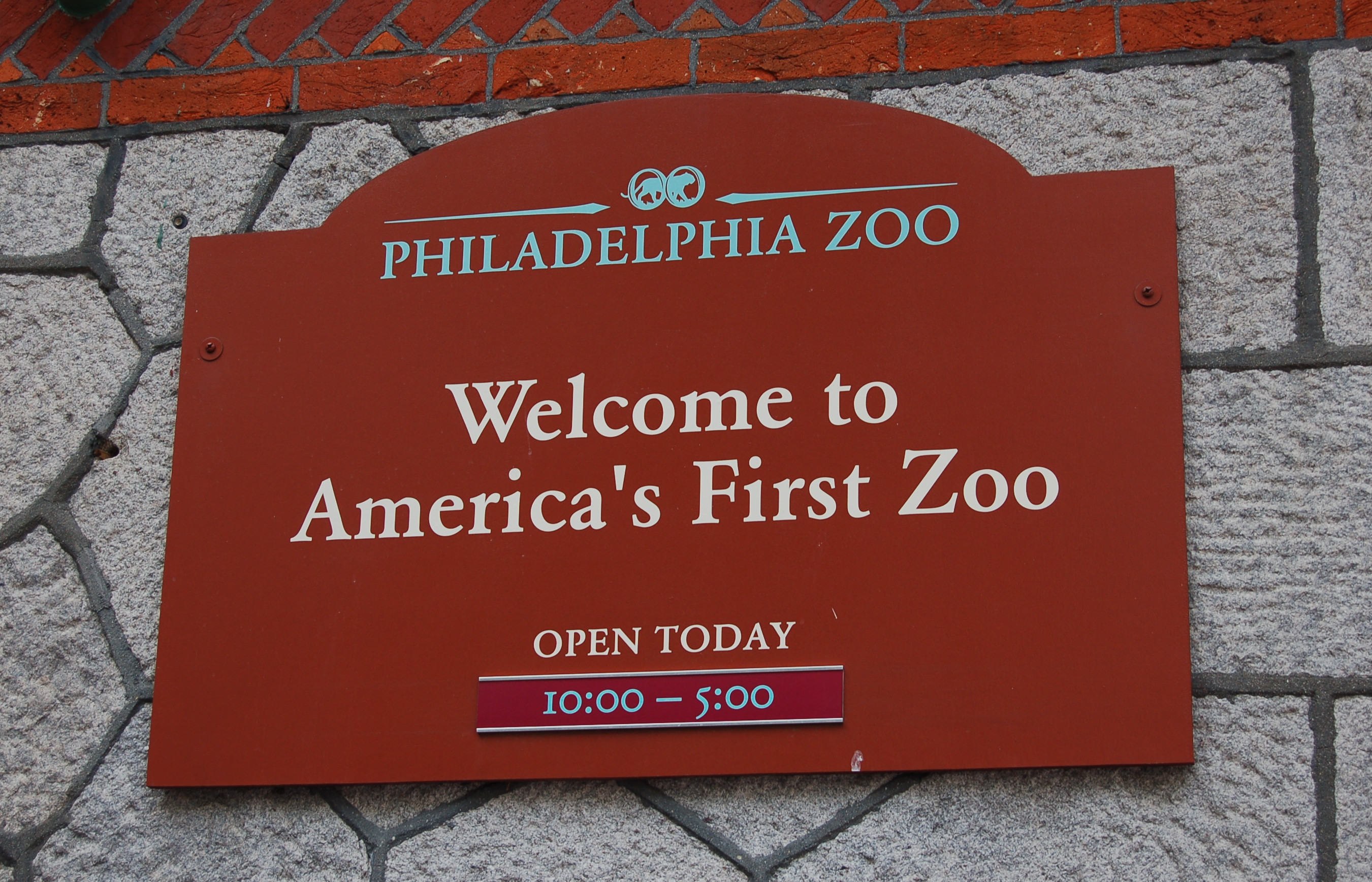
نشان خوشامدگویی باغ‌وحش.
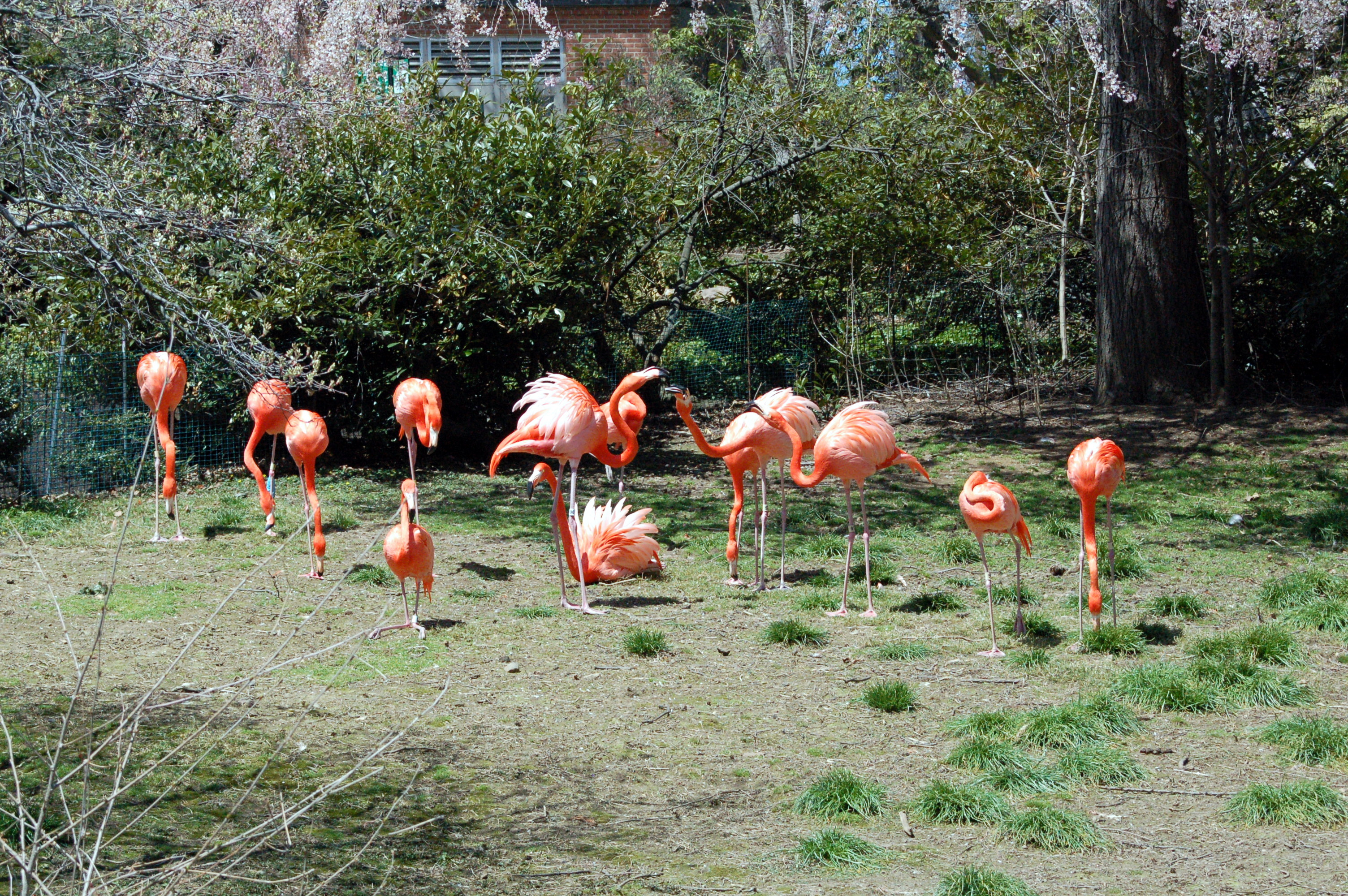
A flock of فلامینگوs.
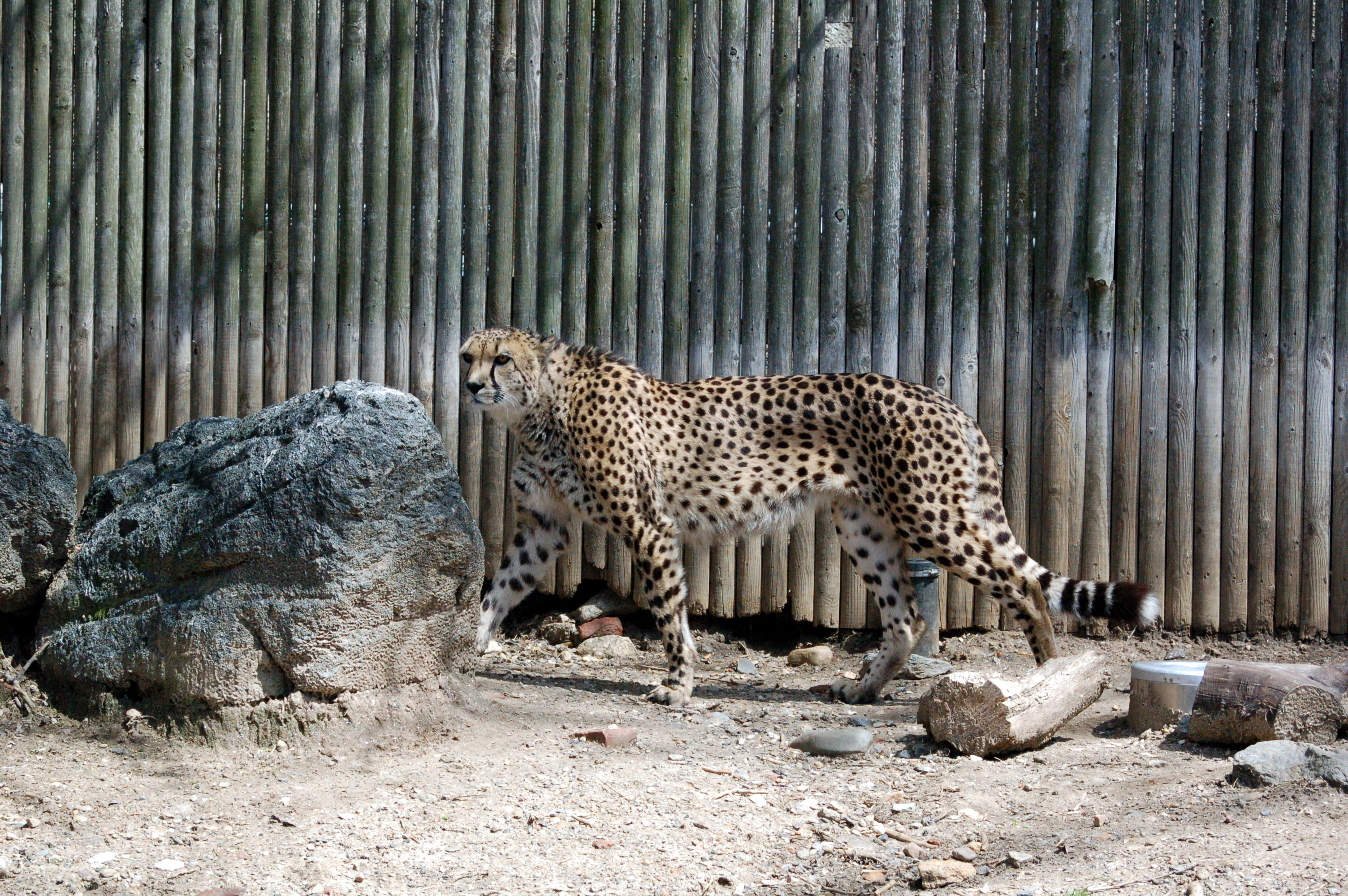
A یوزپلنگ in his enclosure.
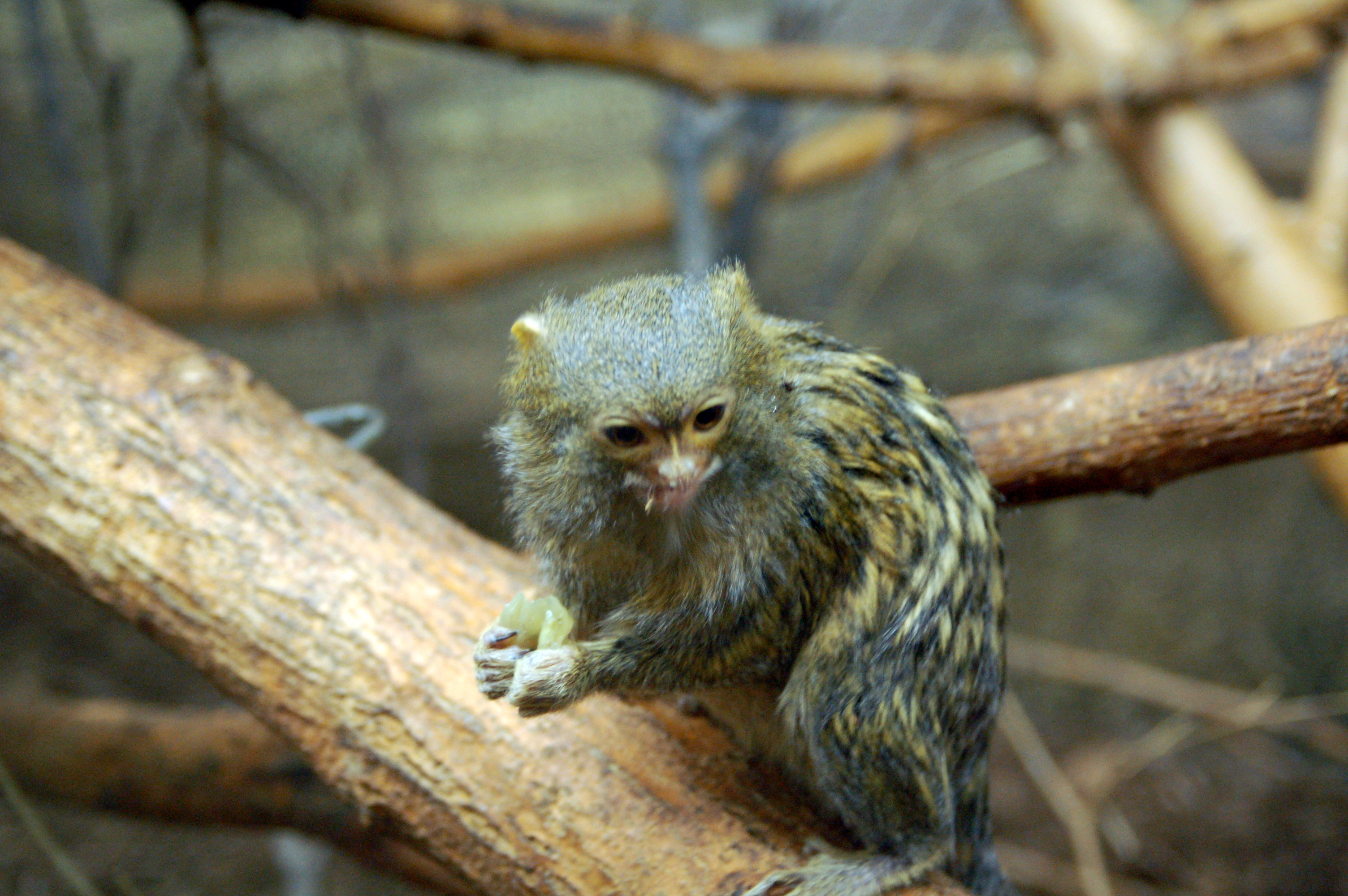
A مارموست کوتوله at the Small Mammals exhibit.
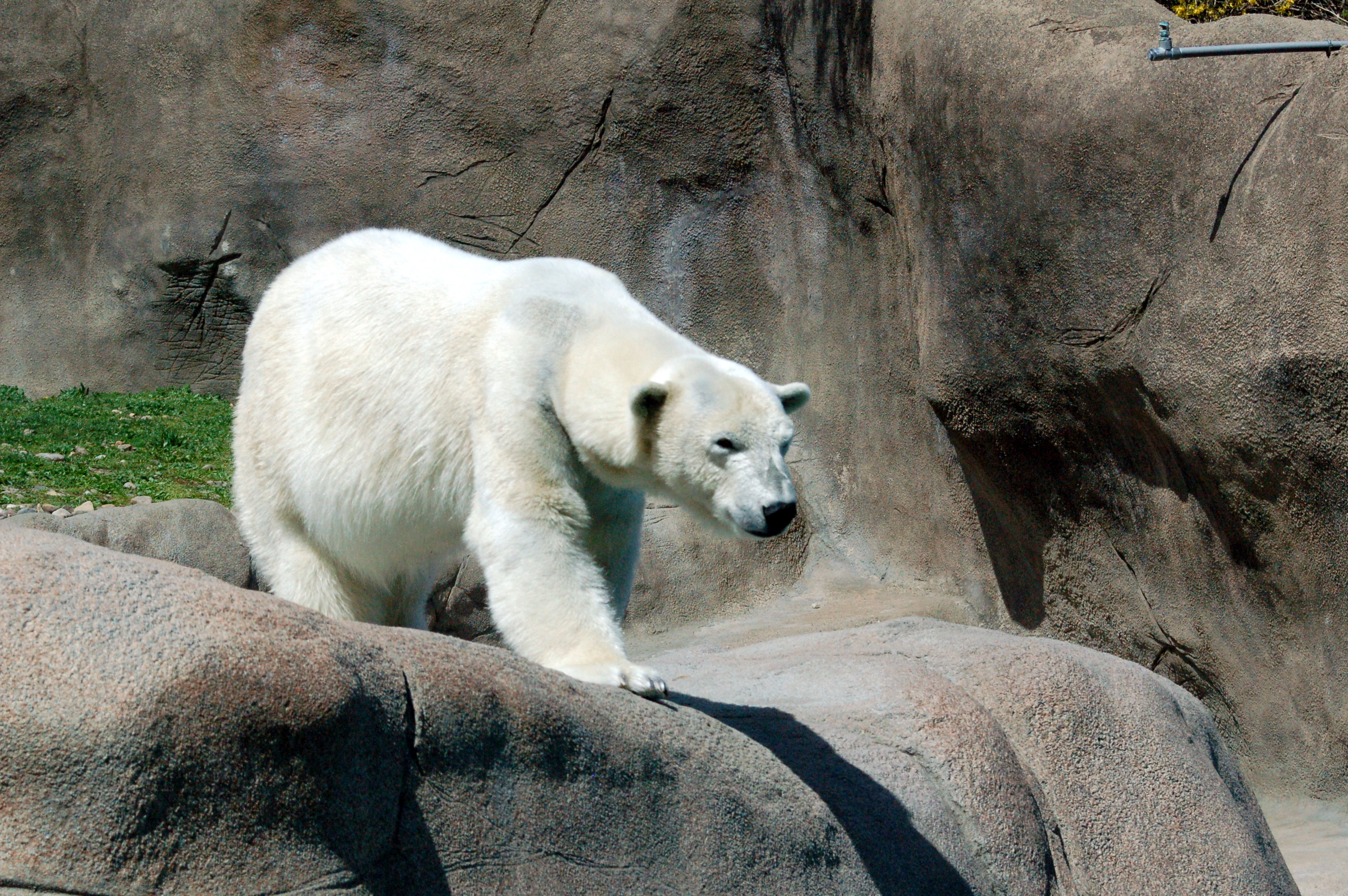
خرس قطبی inside her enclosure.
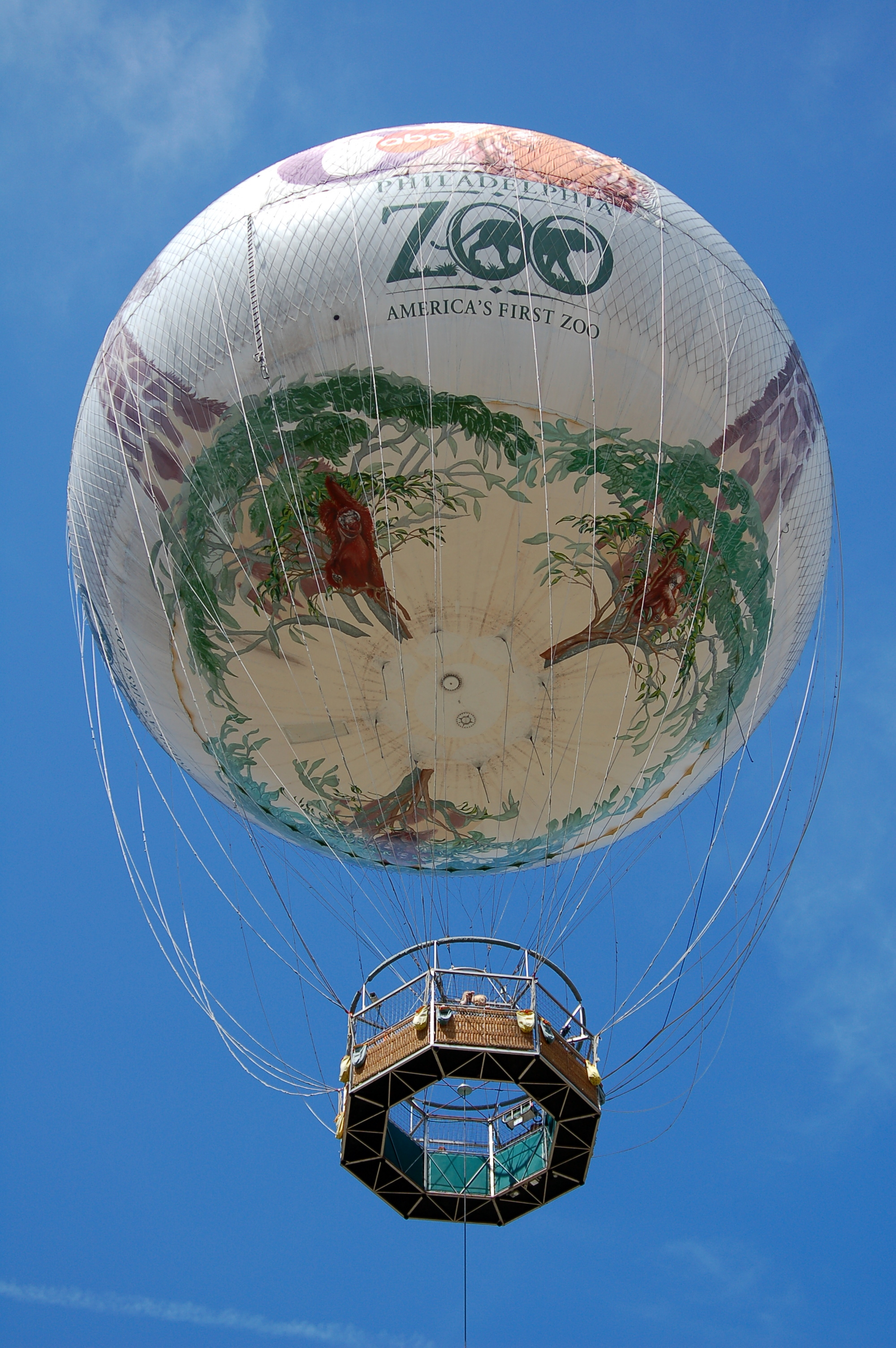
The WPVI Zoo Balloon, from ground level. In late 2008, the zoo changed the color and design of the balloon.
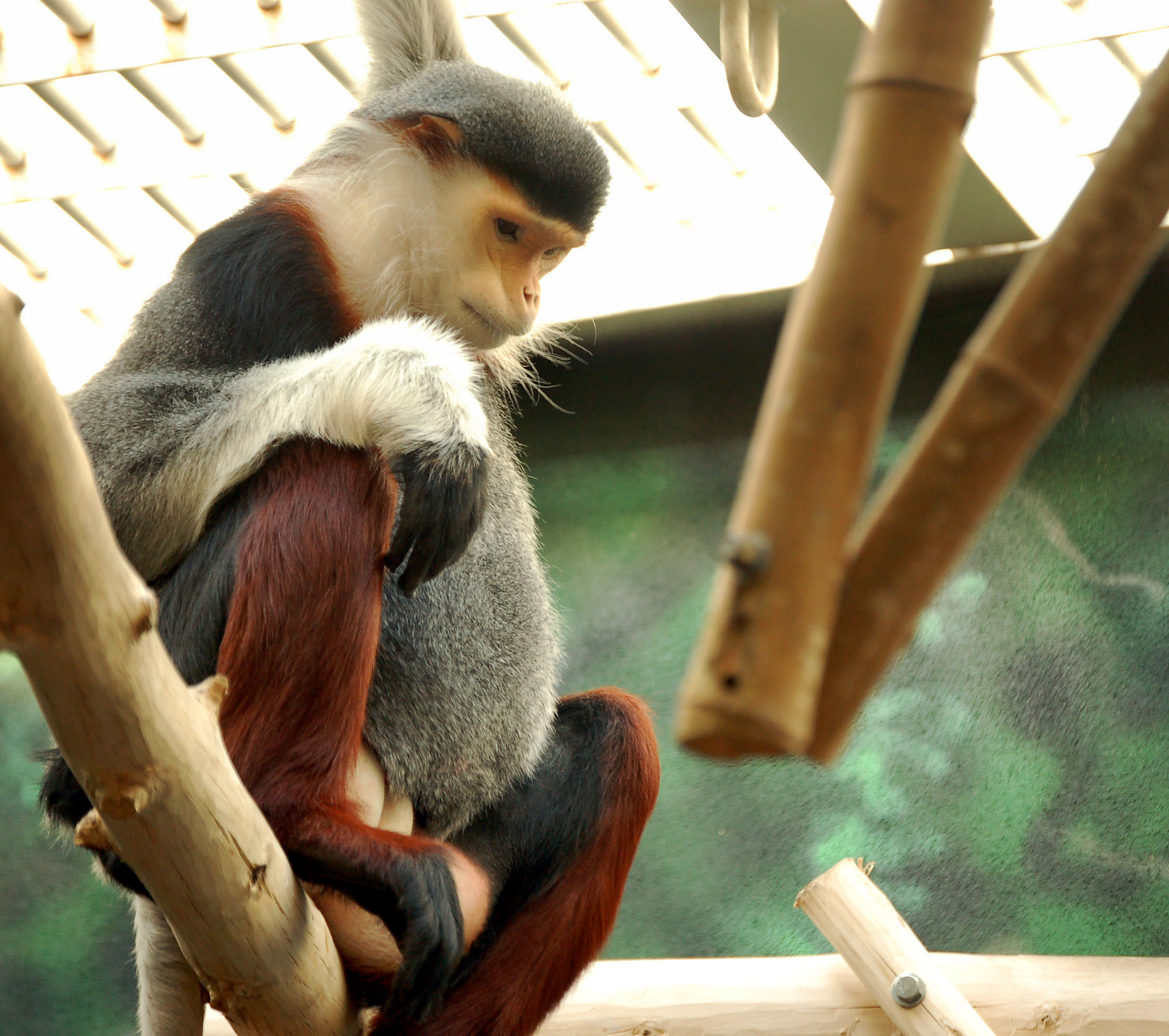
دیوک پاقرمز